# Myrophinae
Myrophinae – podrodzina ryb z rodziny żmijakowatych (Ophichthidae). Od Ophichthinae, drugiej podrodziny żmijakowatych, odróżnia je obecność płetwy ogonowej.

## Systematyka
Do podrodziny należą następujące rodzaje:
- Ahlia Jordan & Davis, 1891 – jedynym przedstawicielem jest Ahlia egmontis (Jordan, 1884)
- Asarcenchelys McCosker, 1985 – jedynym przedstawicielem jest Asarcenchelys longimanus McCosker, 1985
- Benthenchelys Fowler, 1934
- Glenoglossa McCosker, 1982 – jedynym przedstawicielem jest Glenoglossa wassi McCosker, 1982
- Mixomyrophis McCosker, 1985
- Muraenichthys Bleeker, 1853
- Myrophis Lütken, 1852
- Neenchelys Bamber, 1915
- Pseudomyrophis Wade, 1946
- Pylorobranchus McCosker & Chen, 2012
- Schismorhynchus McCosker, 1970 – jedynym przedstawicielem jest Schismorhynchus labialis (Seale, 1917)
- Schultzidia Gosline, 1951
- Scolecenchelys Ogilby, 1897
- Skythrenchelys Castle & McCosker, 1999
- Sympenchelys Hibino, Ho & Kimura, 2015 – jedynym przedstawicielem jest Sympenchelys taiwanensis Hibino, Ho & Kimura, 2015